# 2018 في أفغانستان
أحداث 2018 في أفغانستان:

## أحداث

### نوفمبر
- 20 نوفمبر: مقتل 50 شخصًا بعدما فجر انتحاري نفسه خلال احتفال بالمولد النبوي في العاصمة كابول.[1]

## استشهادات
1. ↑  "انتحاري يفجر نفسه في احتفال بالمولد النبوي في كابول ويقتل 50 شخصا على الأقل". بي بي سي عربي. 20 نوفمبر 2018. مؤرشف من الأصل في 2018-12-04. اطلع عليه بتاريخ 2018-11-20.